# San Roque González de Santa Cruz-brug
De San Roque González de Santa Cruz-brug, is een 2.550 meter lange hangbrug over de Paraná tussen de steden Posadas, hoofdstad van de Misiones in Argentinië en Encarnación in Paraguay. De hoofdbrug is 579 meter lang. De brug werd gebouwd tussen 1981 en 1990 en vormt een belangrijke grenspost tussen beide landen. De brug is niet voor voetgangers toegankelijk.
De brug is genoemd naar Sint Roque González de Santa Cruz, de stichter van Posadas.